# Feist (énekes)
Leslie Feist (Amherst, 1976. február 13. –) kanadai énekesnő, dalszerző, közismertebb nevén csak Feist, de tagja a Broken Social Scene nevű indie rock zenekarnak is. 
A 2008-as kanadai Juno Awards-on elsöprő győzelmet aratott, miután öt különböző kategóriában nyert: az év dalszerzője, az év művésze, az év pop albuma, az év albuma és az év szólistája.

## Életrajza
1976. február 13-án született Amherstben (Új-Skócia, Kanada). A szülei szintén művészek voltak, édesapja Harold Feist amerikai-kanadai absztrakt expresszionista festő, dolgozott az Alberta College of Art and Design és a sackville-i Mount Allison University iskolában is. Édesanyja, Lyn Feist, Saskatchewanban tanult agyagművességet. Miután megszületett első gyermekük, Ben, a család Sackville-be költözött.
Nem sokkal Leslie születése után a szülők elváltak, bátyjával és édesanyjával a nagyszülőkhöz költöztek Reginába, Saskatchewanba, majd később Calgaryba.
Gyermekkorában író szeretett volna lenni, és aktívan részt vett egy kórusban. 12 évesen részt vett a calgaryi téli olimpia megnyitóünnepségén mint táncos, ami inspirálta is őt az 1234 című szám videóklipjének elkészítésekor.
Mivel édesapja amerikai, kettős állampolgársággal rendelkezik, habár egyik tv-s interjúban azzal viccelődött, hogy az amerikai állampolgárságot részben azért kapta meg, mert Apple-lel dolgozott együtt.

## Zenei karrier
Zenei pályafutása 1991-ben kezdődött, 15 évesen megalapította első zenekarát,  a Placebo nevű punk zenekart (nem összetévesztendő az angol Placebo bandával). Zenekarával megnyerték a helyi ’Zenekarok csatája’ nevezetű versenyt, 1993-ban pedig jutalmul játszhattak az infesti fesztiválon, a Ramones előzenekaraként.
1995-ben Feist kénytelen volt egy időre abbahagyni az éneklést, hogy hangszálai rendbe jöjjenek. 1996-ban Torontóba költözött, ugyanebben az évben kérte fel Noah Mintz (hHead), hogy ő játsszon basszusgitáron a szólóalbumán, a Noah’s Arkwelden. Elvállalta, annak ellenére, hogy előtte sosem játszott még basszusgitáron. Később, 1998-ban a By Divine Right zenekar ritmusgitárosa lett, innentől kezdve 2000-ig velük turnézott.

## Monarch (Lay Your Jewelled Head Down)
Feist debütáló szólóalbuma, 1999-ben jött ki, tíz számot tartalmaz, ezek között szerepel a Monarch és a That’s What I Say, It’s not What I Mean. Az album producere Dan Kurtz, aki később megalapította a Dragonette-t.

## Let it Die
2001 nyarán, Feist otthonában elkészített egy hét számból álló albumot, amit The Red Demos-nak nevezett, ám kereskedelmi forgalomba ekkor még nem került. Több mint két évet töltött turnézással Európában Gonzalessel. Ugyanebben az évben csatlakozott újra, a régi barátai által létrehozott indie rock csapathoz Torontóban a Broken Social Scene-hez, sok dalhoz adta hangját, ám a tényleges bandavezér Kevin Drew megtiltotta, hogy gitáron játsszon. Ezután felvette You Forgot it in People című albumot a bandával. Amíg Gonzalessel turnézott, a banda elkezdte feljátszani Feist The Red Demos albumának új verzióját, ami később a bemutatkozó albuma is lett Let it Die címmel. Az albumon saját szerzemények és feldolgozások is vannak, az album sikerének köszönhetően, Feist elismert dalszerzőként és más előadók dalainak tolmácsaként lett közismert.
Az album felvételének végeztével Párizsba költözött. Európában alkalma volt együtt dolgozni a norvég Kings of Convenince duóval, a Riot on an Empty Street című album munkálataiban, mint társszerző és vendégénekes. 
Jane Birkin The Simple Story című dalához szintén mint társszerző és énekes járult hozzá.
2004-től 2006-ig végig turnézott a Let it Die albumával, Észak-Amerikában, Európában, Ázsiában és Ausztráliában. 2004-ben a kanadai Juno Awards-on megnyerte a legjobb új előadónak és a legjobb alternatív rock albumnak járó díjat. Nemzetközi összesítésben 500 000 példány kelt el, Kanadában platinalemez Franciaországban pedig aranylemez. A Feist által rendezett One Evening című dal videóklipjében egy kanadai honfitárs is feltűnik, a klipet a 2004-es Juno Awards az év videójának is jelölték.
2005-ben közreműködött a UNICEF jótékonysági dalában a Do They Know It’s Hallowe'en?. Mushaboom című dala szerepelt a Lacoste férfi parfümjének reklámjában és a 500 Days of Summer című film egyik betétdalaként is.
Az album remixváltozatát 2006-ban adták ki Open Season címmel.
A Paris, je t'aime című film betétdalaihoz is kölcsönözte a hangját, ezek a La Même Historie és a We’re All in the Dance.

## The Reminder
2006 elején visszatért Európába, hogy felvegye következő albumát a LaFratte Studióban, olyan előadóművészekkel, mint Gonzales, Mocky, Jamie Lidell és Renaud Letang, és természetesen a turné zenekarával, Bryden Baird, Jesse Baird, Julan Brown a Apostle of Hustle-ból és Afie Jurvanen a Paso Mino-ból.
Harmadik szólóalbumát, a The Remindert 2007 áprilisában adták ki Európában, majd májustól megvásárolható volt Kanadában, az államokban és a világ többi részén is. Világ körüli turnéra indult, hogy népszerűsítse albumát. Ezen az albumon szerepel a 1234 című sláger is, amit Sally Seltmann közreműködésével alkotott, az iPod nano reklámzenéjeként volt először hallható, ezután meglepő módon nagy sláger lett belőle. A Egyesült Államok listáján az előkelő 8. helyre került, ami rendkívül ritka indie rock dalok körében. Még inkább figyelemre méltó, hogy az első tíz letöltés között szerepel. Feist rengeteg pozitív kritikákat kapott, és a New York Times művészeti mellékletének címlapján is szerepelt 2007-ben.
A The Reminderből világszerte egymillió példányt adtak el, az államokban pedig aranylemez lett. 2008-as Juno Awards-on elnyerte az év albumának járó díjat.
Az albumhoz fűződő klip legtöbbjét Patrick Daughters rendezte (1234, My Moon, My Man, I Feel It All), de az ő nevéhez fűződik az előző albumról származó Mushaboom szám klipje is. 
Az új album három klipjének koreográfusa az elismert táncos, Noemi Lafrance. A Honey, Honey klipet az avantgarde The Old Trout Puppet Workshop bábtársulat közreműködésével készítették.
Az  I Feel it All dal a brit ifjúsági komédiában (The Inbetweenersben) is felcsendül, de a The Accindental Husband és a The Woman című film betétdalai közt is szerepel. 
A My Moon, My Man számból a népszerű német Dj Boys Noize készített remixet, ami megjelent 2007-es debütáló albumán is, az Oi Oi Oi -on. 
The Limit To Your Love, a skins brit dráma sorozat második évadában hallható.

## 1234
Az Apple  iPod nano reklámot megelőzően mintegy 6000 példány kelt el egy hét alatt az albumból, és hetente 2000-en töltötték le a 1234 dalt. A reklám sugárzása után ez a szám 2000-ről 73 000-re nőtt és hatalmasat ugrott a slágerlistákon. A brit listákon például, a 102. helyről a nyolcadikra emelkedett. A Time magazin 2007 tíz legjobb dalába beszavazta, és a 2. helyet kapta. 
Josh Tyrangiel író remekműnek nevezte, és rendkívül dicsérte Feistet.
A szám egyik változatát Feist a Szezám utcában is előadta, hogy tanítsa a gyerekeket számolni. Bevallása szerint karrierje csúcspontjának élte meg, hogy a „Muppet”-ekkel dolgozhatott együtt.

## Diszkográfia
- 1999: Monarch (Lay Your Jewelled Head Down)
- 2004: Let It Die
- 2006: Open Season
- 2007: The Reminder
- 2011: Metals
- 2017: Pleasure

## Fordítás
- Ez a szócikk részben vagy egészben  a   Feist (singer) című angol Wikipédia-szócikk ezen változatának fordításán alapul.  Az eredeti cikk szerkesztőit annak laptörténete sorolja fel. Ez a jelzés csupán a megfogalmazás eredetét és a szerzői jogokat jelzi, nem szolgál a cikkben szereplő információk forrásmegjelöléseként.